# Fabiana Fares
Fabiana Fares (San Benedetto del Tronto, 28 maggio 1972) è una pentatleta italiana. Ha rappresentato l’Italia vincendo europei e mondiali; ed ha partecipato alle Olimpiadi estive del 2000 tenutesi a Sydney, in Australia, nel pentathlon moderno femminile e si è classificata al 24º posto. Oggi sposata e con due figli.

## Palmarès
In carriera ha conseguito i seguenti risultati:
- Mondiali:

Basilea 1995: argento nel pentathlon moderno staffetta a squadre.
Siena 1996: argento nel pentathlon moderno staffetta a squadre.
Mosca 1997: oro nel pentathlon moderno a squadre ed argento individuale.
Budapest 1999: argento nel pentathlon moderno staffetta a squadre e bronzo a squadre.
Pesaro 2000: bronzo nel pentathlon moderno a squadre.
- Europei

Mosca 1997: argento nel pentathlon moderno a squadre.
Varsavia 1998: oro nel pentathlon moderno a squadre e bronzo individuale.
Tampere 1999: argento nel pentathlon moderno staffetta a squadre.
Sofia 2001: bronzo nel pentathlon moderno a squadre.